# Констанс Ллойд
Констанс Мері Вайлд (англ. Constance Mary Wilde; до шлюбу Ллойд) — ірландська письменниця. 
Дружина письменника Оскара Вайлда та матір їхніх двох синів, Сиріла та Вівіяна.

## Біографія
Дочка Горація Ллойда, англо-ірландського баристера, та Аделейн Барбари Аткінсон, які одружилися 1855 року у Дубліні. Констанс Ллойд охрестили 9 червня 1858 року в Церкві Христа на Косвей Стріт у Мерілебоні. Реєстрація народження не стала обов'язковою аж до 1875 року, через що збереглися тільки свідчення про хрещення.
29 травня 1884 року одружилася з Оскаром Вайлдом у Церкві святого Джеймса у Паддінгтоні. Протягом двох наступних років народила синів Сиріла і Вівіяна.
1888 року Констанс видала збірку дитячих казок «Жили-були» (англ. There Was Once), які вона почула від своєї бабусі. Разом з чоловіком брала участь у русі за реформу одягу.
Невідомо, коли саме Констанс дізналася про гомосексуальні стосунки чоловіка з Альфредом Дуґласом, який вперше навідався до їхнього дому в 1891 році. В цей період Вайлд також частіше жив у готелях (напр. «Авондейл»), аніж вдома на Тайт Стріт. Після народження другого сина пара сексуально віддалилася.
1894 року Констанс разом із Вайлдом перебувала в Вертінзі, де почала на основі Вайлдових творів впорядковувати збірку епіграм — «Оскаріана».
Після ув'язнення чоловіка Констанс змінила своє прізвище та прізвища дітей на Голланд, аби дистанціюватись від скандалу. Пара не розлучалась, але Констанс змусила Вайлда відмовитись від батьківських прав. Разом із синами вона переїхала до Швейцарії та віддала їх до англомовної школи-інтернату в Німеччині.
Констанс відвідала Оскара у в'язниці, щоб повідомити про смерть його матері. Після виходу чоловіка з в'язниці вона відмовилась надсилати йому гроші, допоки він підтримуватиме стосунки з Дуґласом.
Померла 7 квітня 1898 року, п'ять днів після хірургічної операції. Похована у Генуї на Монументальному кладовищі Стальено. На Мерріонському сквері в Дубліні знаходиться її меморіальна скульптура, що зображає оголену вагітну Констанс поруч з меморіальною скульптурою її чоловіка.

## Галерея

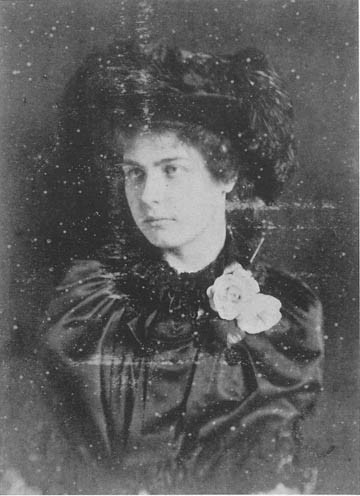
Констанс Ллойд, 1882
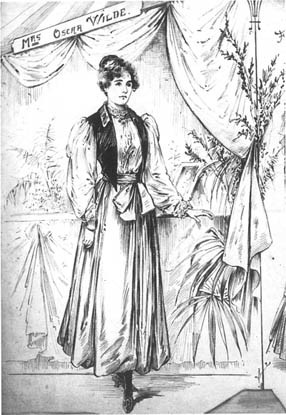
Місіс Вайлд, 1884
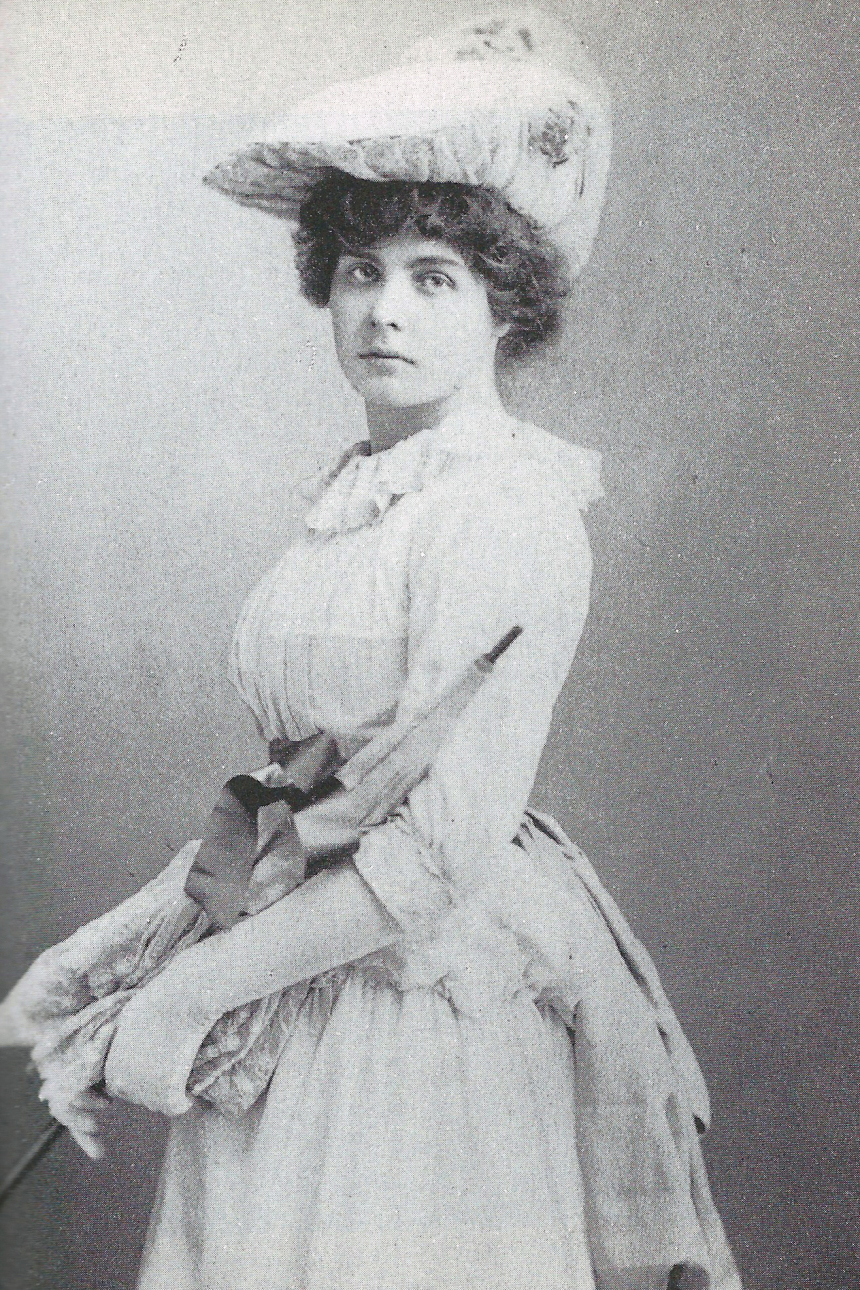
Місіс Вайлд, бл. 1887
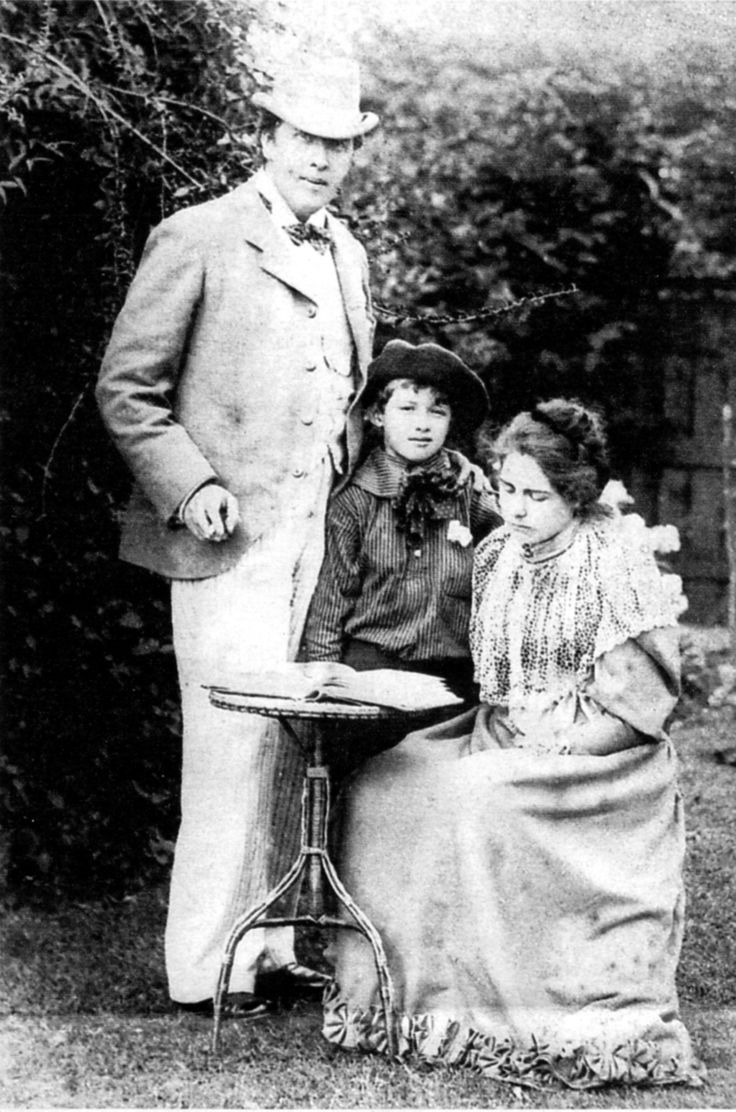
Оскар, Констанс і Сиріл Вайлди 1892
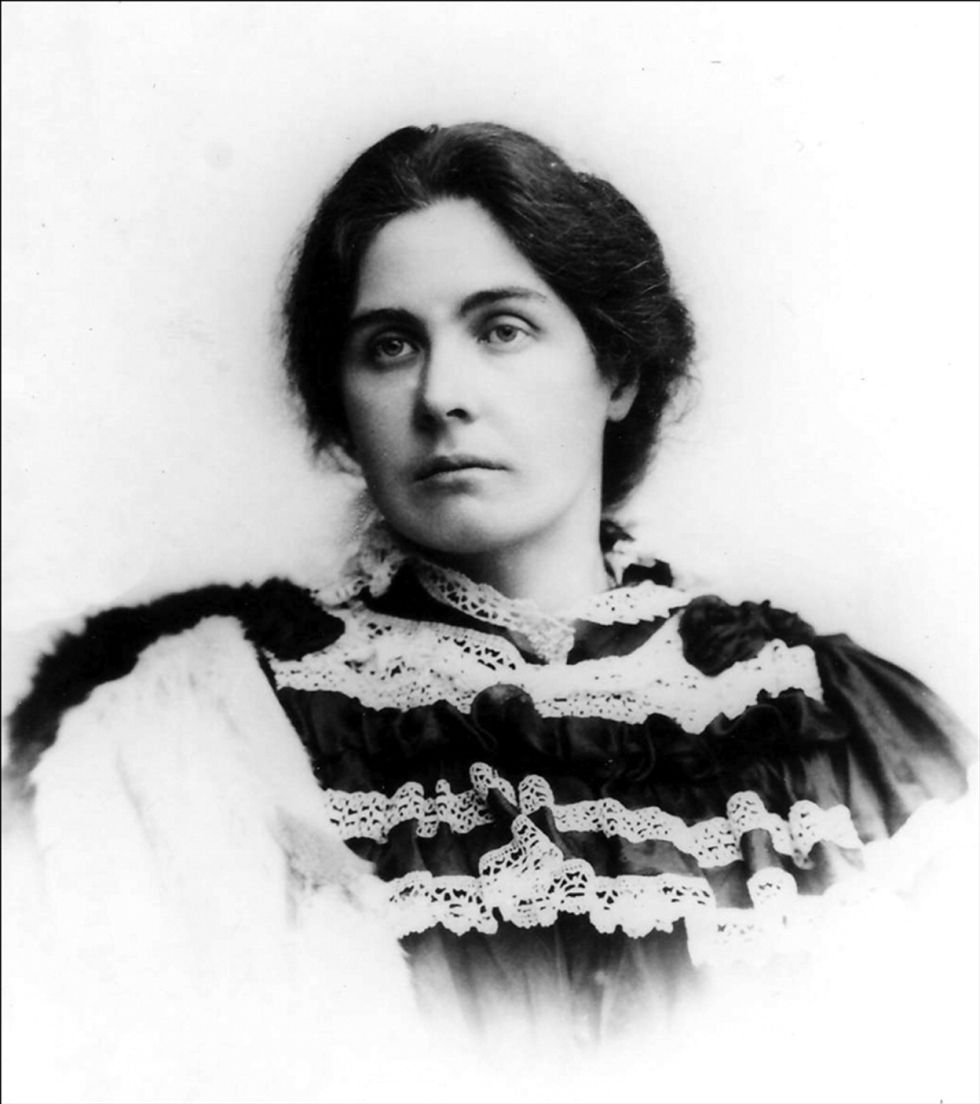
Констанс у місті Гайдельберґ, 1896
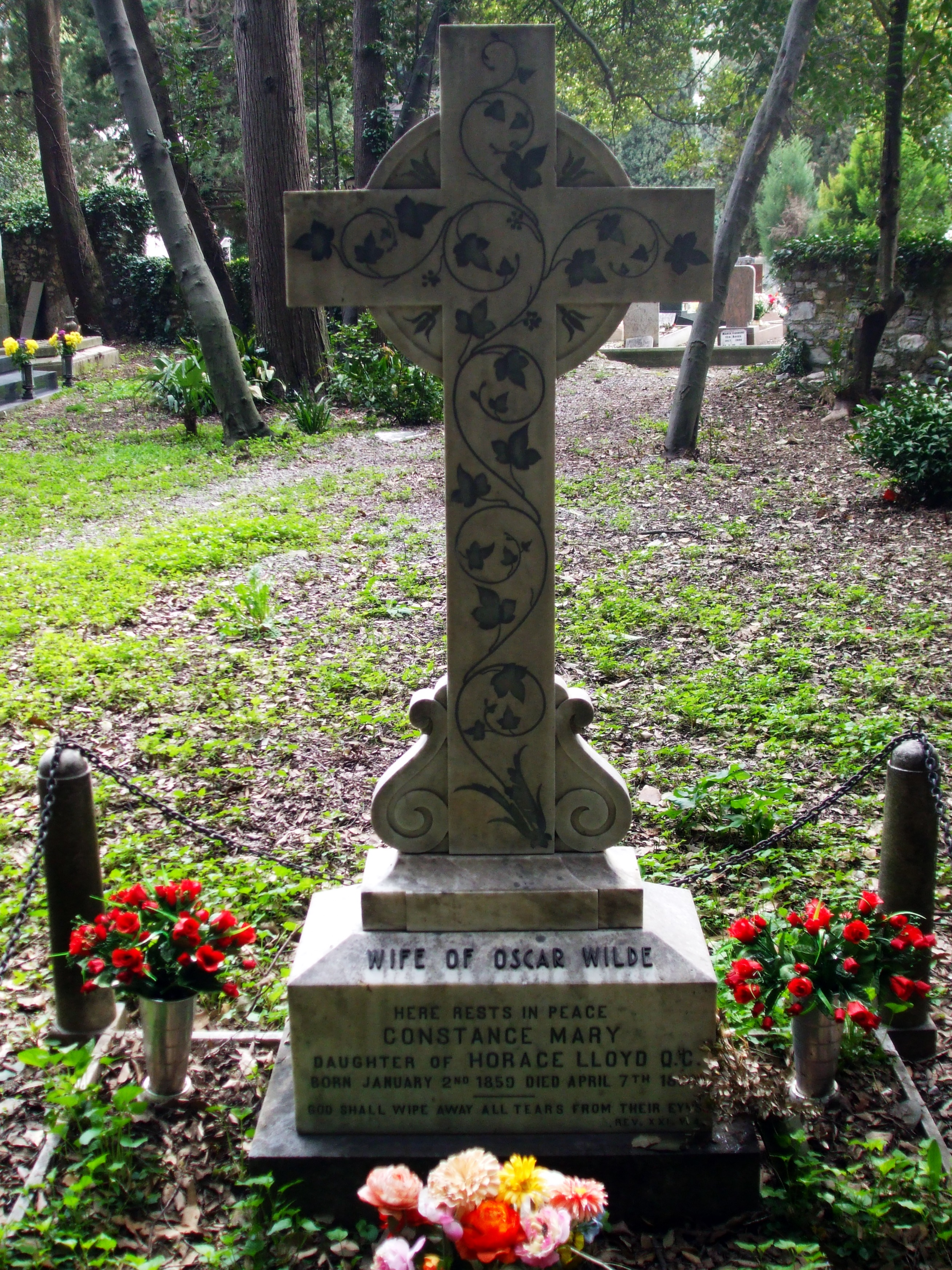
Надгробок в Ґенуї
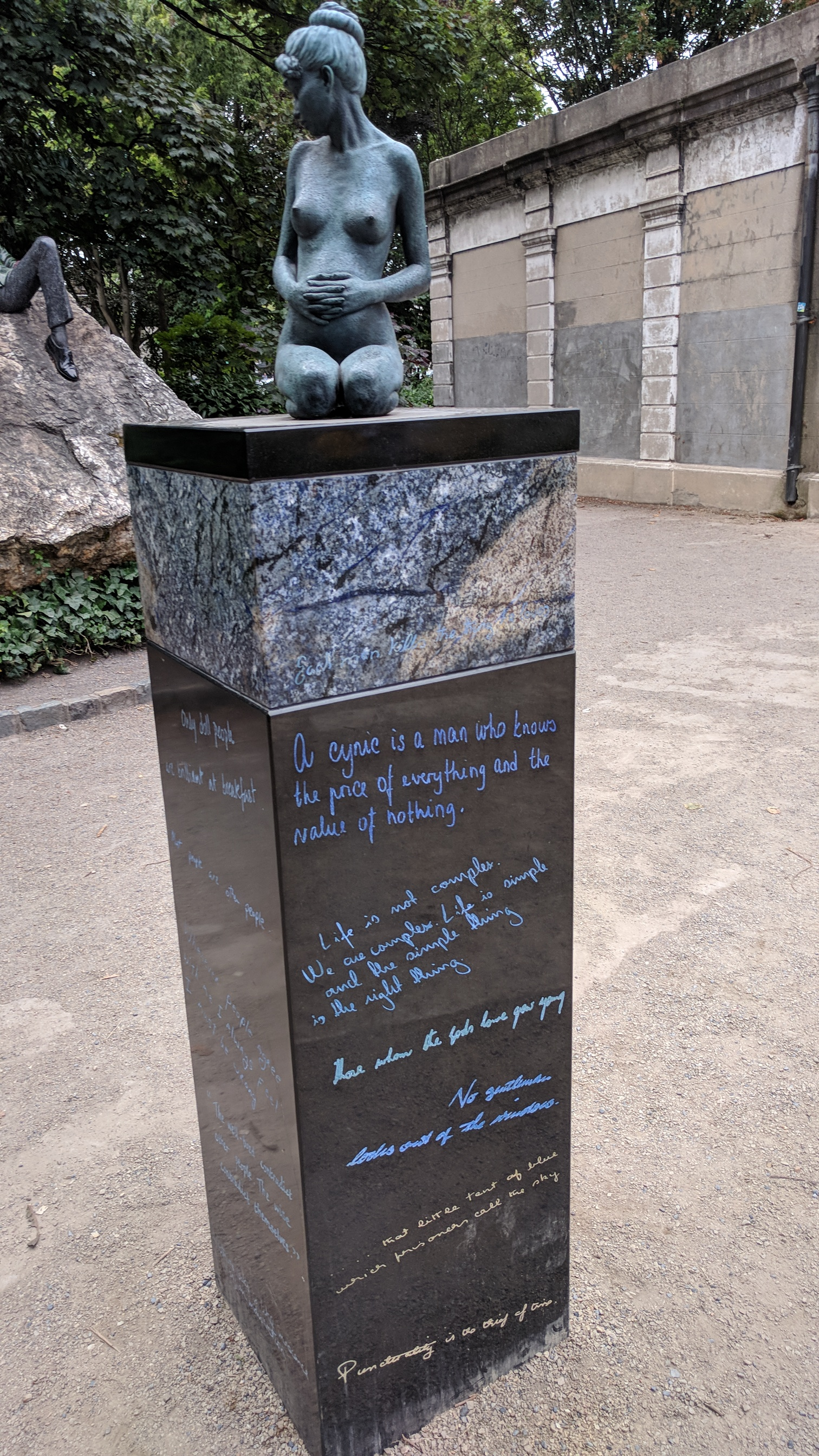
Скульптура вагітної Констанс